# Hearts of Iron IV
『Hearts of Iron IV』（Hoi4）は、2016年6月6日にパラドックスインタラクティブから発売された、第二次世界大戦を題材としたシミュレーションゲーム。
Hearts of Iron IVは発売開始から2週間で20万本を販売しており、これはパラドックスインタラクティブが販売した歴史ストラテジーゲームとしては過去最速であった。

## ゲームシステム
プレイヤーは1936年または1939年の開始日から、シングルプレイヤーやマルチプレイヤーで世界中のどの国でもプレイ可能だが、ゲームのデザイン上、1948年以降のシナリオは想定されていない。各国の軍事力は陸軍、海軍、空軍に分かれており、プレイヤーは様々な種類の歩兵、戦車、その他のユニットで構成された師団を訓練し、カスタマイズして指揮することができる。これらの師団は、装備と人的資源を必要とし、適切に戦うためにはそれらが不可欠である。また、他の軍種でも戦闘には人的資源と装備、そして戦闘に用いる艦船や航空機が必要となる。装備は軍需工場で生産され、艦船は造船所で建造される。これらの軍需工場や造船所は、民需工場によって建設される。民需工場は他にも様々な建物を建設し、民間向けの消費財を生産し、他国との貿易を担当する。ほとんどの国は最初、民需工場の多くを消費財の生産に充てざるを得ないが、国家が動員体制を強化するにつれて、より多くの工場を他の用途に割り当てることが可能になる。動員体制は政策として表されており、プレイヤーは政治力（このゲームにおける「リソース」）を消費して調整することができる。政治力は、政策の変更や大臣の任命にも使用される。動員以外にも徴兵や貿易に関する政策が存在する。
土地は「ステート」と呼ばれる地域単位に分割されており、そのステートはさらに「プロヴィンス」と呼ばれる小さな領域に分けられる。師団が敵のプロヴィンスを突破すれば、そのプロヴィンスを占領することができる。占領されたプロヴィンスの内、都市には勝利点があり、これを占領されると国家は降伏に近づく。重要な都市を保持するステートを占領すると、占領国は敵の工場や資源を利用することができるが、占領地でのレジスタンスが占領国の統治を妨げることもある。ゲーム後半になると、核兵器を開発し、敵のステートやプロヴィンスを壊滅させることも可能である。
『Hearts of Iron IV』では、第二次世界大戦前後の複雑な外交関係も再現されている。各国は、不可侵条約の締結、他国の独立の保証、軍事通行権の提供や要求など、様々な外交行動を行うことができる。もう一つの重要な外交要素として「派閥」の作成や既存の派閥への招待がある。派閥は、時代を象徴する主要な同盟を表しており、枢軸国や連合国などがこれに該当する（ゲーム上、これらの実在の派閥は「コミンテルン」や「中国統一戦線」、「大東亜共栄圏」など、いくつかの小派閥に分けられている）。派閥に所属する国は戦争で互いに協力できるため、派閥のメンバーは貴重な戦力となる。さらに、諜報作戦なども可能であり、他国に対して戦争を正当化したり、自国のイデオロギーを他国に広めたり、クーデターを画策することができる。
国家は、民主主義、共産主義、ファシズム、非同盟のいずれかのイデオロギーを持ち、それぞれに利点と欠点がある。例えば、ファシズム国家は戦争を容易に開始できるが、民主主義国家ほど他国との貿易が容易ではない。非同盟の国家は様々な性質を持つ。君主主義、専制主義、無政府主義などが非同盟のサブイデオロギーである。また、異なるイデオロギーが国内で人気を得た場合、国民投票により、平和的に政権交代が行われることもあるが、クーデターや内戦、他国の傀儡化など、戦争に政権が交代することもある。
この外交システムは、拡張パック『La Résistance』によってさらに強化され、より細密な諜報活動が追加された。この拡張により、占領地の管理は、プレイヤーの選択やイデオロギーによって異なる方法で行われる。さらに、スパイ網を活用して、他国の技術を盗んだり、軍事情報を収集したり、その他の諜報活動に従事することができる。
「国家方針」システムの導入により、前作よりもプレイヤーの自由度が増した。各国は「国家方針ツリー」を持ち、様々な「国家方針」を達成することで特定の効果を得たり、イベントを発生させたりできる。例えば、ドイツがオーストリア併合（アンシュルス）を行うには、関連する方針を完了させる必要がある。また、方針には特定の技術の研究速度を向上させたり、工場を増加させるなどの特別なボーナスを提供するものもある。初期はドイツ、イギリス、ソビエト、アメリカ、フランス、日本、イタリアの七大国のみが固有のフォーカスツリーを持っていたが、その後のアップデートやDLCにより、他の国々にも固有のフォーカスツリーが追加された。
また、「国際緊張度」という概念があり、世界がどれほど戦争に近づいているかを0から100の単位で抽象的に表している。いずれかの国が、攻撃的な外交方針を取ると世界緊張が高まり、逆に平和的な外交方針を取ると低下する。国家の状況やイデオロギーによっては、他国に対して戦争を正当化するために一定以上の世界緊張が必要となる場合がある。例えば、民主主義国家が戦争を正当化するには、ある程度の世界緊張が必要となる一方で、ファシズム国家は低い緊張状態でも戦争を始めることが可能である。このように、ゲーム全体を通じて、プレイヤーの行動が他国や世界全体に影響を与え、状況は常に動的に変化する。
拡張パックやアップデートによって、ゲームにはさまざまな新要素や改良が追加されており、プレイヤーは国ごとに異なる戦略を取らなくてはならない。これにより、歴史的に正確なプレイだけでなく、プレイヤーの選択によって世界情勢を大きく変えることが可能となっている。例えば、歴史的には実現しなかったシナリオや、異なるイデオロギーによる国の運営を試みることができる。

## 開発
『Hearts of Iron IV』は2014年に発表され、当初は2015年後半のリリースが予定されていた。しかし、2015年のE3でクリエイティブディレクターのヨハン・アンデション氏がゲームの発売延期を明らかにし、新たな発売日が2016年第1四半期に設定された。これはゲームの課題を解決するための措置であった。
2016年3月、クラウゼヴィッツエンジンで制作された本作の発売日が、ノルマンディー上陸作戦から72年目の6月6日に決定したと発表された。

### ダウンロードコンテンツ（DLC）

#### Hearts of Iron IV - Expansion Subscription
2022年2月15日発売。Hearts of Iron IVにおける拡張パックのサブスクリプションサービス。月額1,070円で、全てのDLCが利用可能となる。
| 2016 | Together for Victory    |
| 2017 | Death or Dishonor       |
| 2018 | Waking the Tiger        |
| 2019 | Man the Guns            |
| 2020 | La Résistance           |
| 2020 | Battle for the Bosporus |
| 2021 | No Step Back            |
| 2022 | By Blood Alone          |
| 2023 | Arms Against Tyranny    |
| 2024 | Trial of Allegiance     |
| 2024 | Götterdämmerung         |
| 2025 | Graveyard of Empires    |

| 名称                    | パッチ名              | 種類             | 発売日         | 概要 |
| ----------------------- | --------------------- | ---------------- | -------------- | --- |
| Together for Victory    | 1.3 "Torch"           | カントリーパック | 2016年12月15日 | Hearts of Iron IVの拡張パック第1弾。 イギリス連邦のカナダ、オーストラリア、ニュージーランド、南アフリカ、イギリス領インド帝国に新コンテンツが追加。システム面では新たに従属国の独立・併合や継続方針が追加された。 2024年3月21日の1.14.3アップデートで本体に統合された。 |
| Death or Dishonor       | 1.4 "Oak"             | カントリーパック | 2017年6月14日  | Hearts of Iron IVの拡張パック第2弾。 欧州の中堅国家であるハンガリー、ルーマニア、チェコスロバキア、ユーゴスラビアに特化した拡張パックとなっており、新コンテンツが追加された。システム面では、ライセンス生産システム、装備の転用システム、ファシスト国家独自の従属国システムが追加された。 2024年3月21日の1.14.3アップデートで本体に統合された。 |
| Waking the Tiger        | 1.5 "Cornflakes"      | エキスパンション | 2018年3月8日   | Hearts of Iron IVの拡張パック第3弾。 中国に特化した拡張パックとなっており、中華民国、中国共産党、その他軍閥国家に新コンテンツが追加。さらにに日本、ドイツのコンテンツ拡張が行われた。 システム面では指揮系統の変更やディシジョン・ミッションシステム、駐在武官システムなどが追加された。 2024年3月21日の1.14.3アップデートで本体に統合された。 |
| Man the Guns            | 1.6 "Ironclad"        | エキスパンション | 2019年3月1日   | Hearts of Iron IVの拡張パック第4弾。海軍関係に特化した拡張パックである。船体とモジュールを別々に研究し、従来の陸軍用兵器の様に改造を施せるシステムが実装された。海戦そのものも大きく変化しており、機雷敷設などの新任務追加や、艦隊編成システムの変更、提督への特性追加などがされた。また、アメリカ、イギリスへのコンテンツ拡張や、オランダ、メキシコへの新コンテンツ追加。システム面での変更は、先程の海軍の 変更に加えて、亡命政府の実装、海軍条約（ロンドン海軍軍縮条約）の追加などが行われた。 また、同時に実装されたv1.6.0で燃料の概念が追加され、燃料サイロの追加、石油資源の貯蔵などが可能になった。 |
| La Résistance           | 1.9 "Husky"           | エキスパンション | 2020年2月25日  | Hearts of Iron IVの拡張パック第5弾。 フランス、スペイン、ポルトガルに新コンテンツが追加。システム面では占領政策の改修や諜報機関システムの追加などが行われた。 |
| Battle for the Bosporus | 1.10 "Collie"         | カントリーパック | 2020年10月15日 | Hearts of Iron IVの拡張パック第6弾。 新しくトルコ共和国やギリシャ王国、ブルガリア王国にコンテンツが追加。また、既存コンテンツの拡張という形でルーマニア王国とユーゴスラビア王国にも新コンテンツが追加された。 |
| No Step Back            | 1.11 "Barbarossa"     | エキスパンション | 2021年11月24日 | Hearts of Iron IVの拡張パック第7弾。 バルト三国、ポーランド共和国、ソビエト連邦にコンテンツが追加。 システム面では、新しく鉄道、列車砲が要素として追加されたほか、戦闘正面幅の変更や戦車のモジュール設計化などのバランス調整が行われた。 |
| By Blood Alone          | 1.12 "Avalanche"      | エキスパンション | 2022年9月28日  | Hearts of Iron IVの拡張パック第8弾。 スイス、エチオピア帝国、イタリア王国に新コンテンツが追加。エチオピア北部にオーッサ・スルタン国が追加された。 システム面では、航空機のモジュール化や講和会議の改良などのバランス調整が行われた。 |
| Arms Against Tyranny    | 1.13 "Stella Polaris" | エキスパンション | 2023年10月11日 | Hearts of Iron IVの拡張パック第9弾。 新たに北欧諸国に新コンテンツが追加。システム面で、兵器生産システムの改良(「軍需産業組織」の実装)や、「国際市場」システムの導入が行われ、フィンランド限定のスキー兵、特殊部隊用の新しいドクトリンなどが追加された。 |
| Trial of Allegiance     | 1.14 "Bolivar"        | カントリーパック | 2024年3月7日   | Hearts of Iron IVの拡張パック第10弾。新たにブラジル・アルゼンチン・ウルグアイ・パラグアイ・チリに新コンテンツが追加。他にも一部国家へのディシジョンの追加される。また、南米国家を中心に開放国家が増える。 |
| Götterdämmerung         | 1.15 "Kaiser"         | エキスパンション | 2024年11月14日 | Hearts of Iron IVの拡張パック第11弾。ドイツ・ハンガリーがリワークされる。ベルギー・オーストリアに新コンテンツが追加された。ベルギー領コンゴが新規国家として追加された。特別研究施設・襲撃・ダムおよびそれに関連するシステムが追加された。 |
| Graveyard of Empires    | 1.16 "Countenance"    | カントリーパック | 2025年3月5日   | Hearts of Iron IVの拡張パック第12弾。新たにイラン・イラク・アフガニスタンにコンテンツが追加。イギリス領インド帝国にリワークがされた。また、中東を中心に国家数が増える。 |

## 対応言語
長らく日本語でプレイするには非公式のユーザーによる非公式日本語化MODを利用する必要があったが、開発者とMOD製作者との協力により、2022年にバージョン1.12にアップデートされたと同時に正式に日本語に対応した。
公式による日本語対応後も、海外製MODなどの日本語化MODが非公式で作成されている。

## MOD
本作はSteam Workshopに対応しており、ゲームシステムはサンドボックス化が進み、MOD開発を前提としたものとなっている。
MODの種類はゲームバランスの調整、シナリオ変更、ゲームシステムの追加、マップの変更など多岐に渡る。
代表的なmodとしてはKaiserreich(カイザーライヒ)やThe New Order:Last Days of Europe(ザ・ニュー・オーダー、TNO)などの歴史改変系のmodがある。
一方、The Road to 56のような国家・国家方針を追加したり研究を変更するなど単純なアップデートを目的としたものもある。